# 8936 Gianni
8936 Gianni este un asteroid din centura principală, descoperit pe 14 ianuarie 1997, de Farra d'Isonzo.